# Chaura jezik
Chaura jezik (chowra, tutet; ISO 639-3: crv), jezik nikobarske skupine mon-khmerskih jezika, kojim govori 2 020 ljudi (2000) na otoku Chaura u Nikobarima pred indijskom obalom. Etnička grupa (Chowra Nikobarci ili Chowra otočani) specijalizirani su u izradi velikih kanua i zemljanih posuda

## Vanjske poveznice
- Ethnologue (14th)
- Ethnologue (15th)